# Ben Fry
Benjamin Fry (Gales, 26 de septiembre de 1998), más conocido como Ben Fry, es un jugador profesional galés de rugby que se desempeña en la posición de ala abierto en Dallas Jackals, equipo perteneciente a la liga Major League Rugby.

## Carrera
En 2018, Fry hizo su debut como profesional con el equipo Dragons RFC (2018-2023), después pasó a Dallas Jackals, disputando su primera temporada en la Major League Rugby. También fue parte de la Selección juvenil de rugby de Gales.